# Liste der Monuments historiques in Chamant (Oise)
Die Liste der Monuments historiques in Chamant (Oise) führt die Monuments historiques in der französischen Gemeinde Chamant auf.

## Liste der Bauwerke
| Bezeichnung                           | Beschreibung                     | Standort | Kennzeichnung | Schutzstatus | Datum | Bild           |
| ------------------------------------- | -------------------------------- | -------- | ------------- | ------------ | ----- | -------------- |
| Kirche Notre-Dame                     |                                  | (Lage)   | PA00114572    | Classé       | 1921  | weitere Bilder |
| Kirche Ste-Foy in Balagny-sur-Aunette |                                  | (Lage)   | PA00114573    | Inscrit      | 1970  | weitere Bilder |
| Wasserturm                            | Erbaut Ende des 19. Jahrhunderts | (Lage)   | PA60000014    | Inscrit      | 1998  |                |

## Liste der Objekte

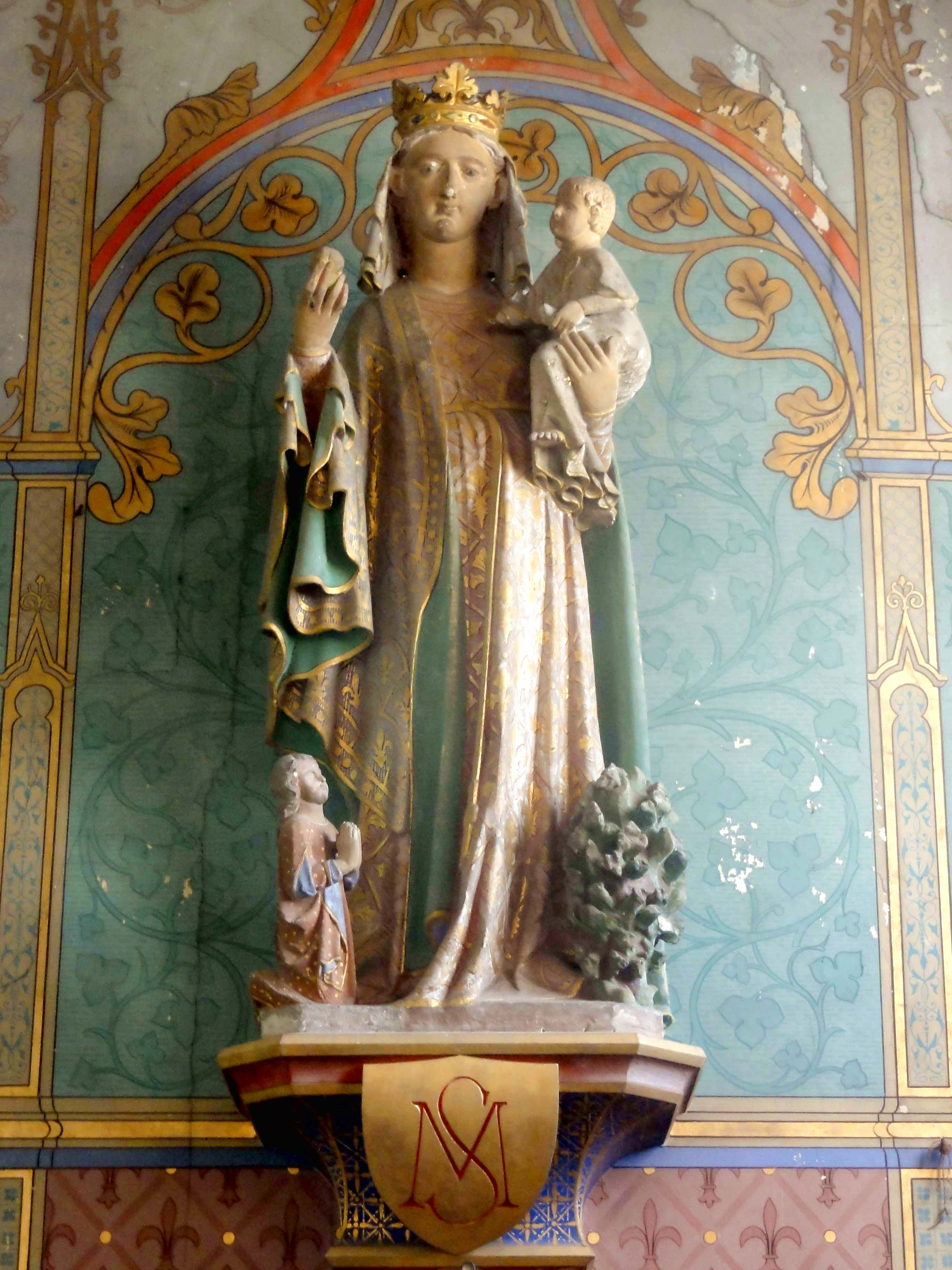
Skulptur Madonna mit Kind in der Kirche Notre-Dame (um 1300)

- Monuments historiques (Objekte) in Chamant (Oise) in der Base Palissy des französischen Kultusministeriums